# Alec Năstac
Alec Năstac est un boxeur roumain né le 2 avril 1949 à Cavadinești.

## Carrière
Il participe aux Jeux olympiques d'été de 1976 et remporte la médaille de bronze dans la catégorie des poids moyens. Deux ans plus tôt, lors des championnats du monde de boxe amateur, il remportait la médaille d'argent.

### Parcours auxJeux olympiques
Jeux olympiques d'été de 1976 à Montréal (poids moyens) :
- Bat Philip McElwaine (Australie) 3-2
- Bat Fernando Martins (Brésil) 3-2
- Perd contre Michael Spinks (États-Unis) par forfait